# Комунистичка партија Казахстана
Комунистичка партија Казахстана (каз. Қазақстан Коммунистік партиясы; рус. Коммунистическая партия Казахстана) је била  политичка партија која је деловала у Казахстану. Основана је 1936. године, након што је Казашка ССР постала конститутивна република унутар Совјетског Савеза. КП Казахстана била је огранак Комунистичке партије Совјетског Савеза све до распада Совјетског Савеза 1991. године.
Уставни суд је 2015. године, забранио деловање партије.
Партија је на свом Осамнаестом конгресу накратко променила име у Социјалистичка партија и одлучила да се одвоји од КПСС. Дотадашњи секретар КП Казахстана, Нурсултан Назарбајев, дао је оставку на то место и постао председник Казахстана. Већина чланства је, незадовољна новим вођством, на Деветнаестом конгресу у октобру 1991, вратила име Комунистичка партија.
КП Казахстана је службено регистрована у држави 1998. године. Партија има добро развијену структуру широм државе. Процењује се да има 70 хиљада чланова.
Почетком 2004. године, из КП Казахстана се издвојила група незадовољника која је основала Комунистичку народну партију Казахстана.
КП Казахстана је током последњих двадесет година улазила у коалиције с неколико странака, али досад није успела да освоји ниједан посланички мандат у парламенту Казахстана.

## Секретари партије
- Лав Мирзојан (1936—1938)
- Николај Скворцов (1938—1945)
- Џумабај Шајахметов (1945—1954)
- Пантелејмон Пономаренко (1954—1955)
- Леонид Брежњев (1955—1956)
- Иван Јаковљев (1956—1957)
- Николај Бељајев (1957—1960)
- Динмухамед Кунајев (1960—1962)
- Исмаил Јусупов (1962—1964)
- Динмухамед Кунајев (1964—1986)
- Генадиј Колбин (1986—1989)
- Нурсултан Назарбајев (1989—1991)
- Серикболсин Абдилдин (1991—2010)
- Газиз Алдамџаров (2010-2015)